# 꾼사냥
"꾼사냥"은 1993년에 개봉한 대한민국의 영화이다.

## 캐스팅
- 엄도일
- 안가미
- 주호성
- 박동룡
- 김석옥
- 김일란
- 주지연
- 한정화
- 여현훈
- 박예숙
- 조영희
- 이숙
- 박용팔
- 문동근
- 김영민
- 문명권
- 송일동
- 이운석
- 박승빈
- 이종하
- 김병태
- 양용기
- 이기석
- 추무성
- 김한우
- 양은영
- 곽태연
- 김관식
- 정영선
- 심영남
- 김유자
- 김희수
- 김삼호